# J.J. Murphy
James Joseph Murphy (Belfast, 7 maggio 1928 – Belfast, 8 agosto 2014) è stato un attore britannico.

## Biografia
Nato a Belfast nell'Irlanda del Nord nel 1928, ha studiato recitazione alla Ulster Group Theatre School nel 1948. Attivo principalmente a teatro, si contano varie partecipazioni a produzioni cinematografiche come Cal (1984), Le ceneri di Angela (1999), Mickybo & Me (2004) e Faraway (2013). Murphy ha inoltre lavorato al Lyric Theatre di Belfast per molti anni, insieme ai colleghi Liam Neeson e Ciarán Hinds.
Nel 2014 viene ingaggiato nel cast della serie televisiva HBO Il Trono di Spade nel ruolo di Ser Denys Mallister. Murphy morì l'8 agosto 2014, all'età di 86 anni per cause naturali, quattro giorni dopo aver terminato le riprese di un episodio della quinta stagione della serie. Gli autori D.B. Weiss e David Benioff dichiararono che il personaggio non avrebbe subito alcun recasting.

## Filmografia

### Cinema
- Cal, regia di Pat O'Connor (1984)
- Le ceneri di Angela (Angela's Ashes), regia di Alan Parker (1999)
- Puckoon, regia di Terence Ryan (2002)
- Mickybo & Me (Mickybo and Me), regia di Terry Loane (2004)
- Faraway, regia di Stephen Don (2013)
- Dracula Untold, regia di Gary Shore (2014)

### Televisione
- God's Frontiersmen – miniserie TV, 1 episodio (1988)
- In due si ama meglio (A Fine Romance) – serie TV, 1 episodio (1989)
- Ein verhexter Sommer – film TV (1989)
- James Ellis: An Actor's Life – film TV (2007)
- Il Trono di Spade (Game of Thrones) – serie TV, stagione 5×02 (2015)